# Megara (Schiff)
Die Megara war eines der ersten für den Massengut-Transport von Gas in Tanks umgebaute Schiff. Die Megara war jedoch kein reiner Gastanker, sondern ein 1934 umgebauter Dieselöltanker mit zusätzlichen Gastanks für Propan und Butan.

## Einzelheiten
Das Schiff wurde 1928/29 auf der Werft Ateliers et Chantiers de la Seine Maritime in Le Trait für die Petroleum Maatschappij "LaCorona" gebaut. Nachdem der Mutterkonzern Anglo-Saxon Petroleum erste Erfahrungen mit dem 1931 gebauten Dieselöl-, Schwefelsäure- und LPG-Tanker Agnita gesammelt hatte, wurde ein vergleichbarer Umbau der Megara beschlossen. Ausgeführt wurde dieser bei Werkspoor in Amsterdam, wobei die Gastanks nahe dem Entwurf von Hawthorn, Leslie & Company, der britischen Bauwerft der Agnita, ausgeführt wurden. Der Bau dieser Tanks aus dickem Stahl bedeutete aufgrund der vielfältigen Anforderungen eine große Herausforderung für die Werft. Die Megara verfügte nach dem Umbau über 24 genietete zylindrische Gastanks mit oberen und unteren halbkugeligen Abschlüssen, die in die mittleren Öltanks des Schiffes eingesetzt waren. 20 insgesamt 1305 m³ fassende Gastanks waren für Butan bestimmt, 4 Tanks mit einem Fassungsvermögen von 160 m³ für Propan. Insgesamt konnte das Schiff 780 Tonnen Gas transportieren. Von der Klassifikationsgesellschaft erhielt das Schiff das Klassenzeichen 100A1 Carrying Petroleum in Bulk - Fitted with Cylindrical Tanks, der letzte Passus wurde vereinzelt durch den Zusatz for the carriage of sulphuric acid erweitert. Die Erwähnung des Gastransports wurde in Abstimmung zwischen Reederei und Lloyd’s Register nicht publik gemacht. Andere Reedereien sollten  aus wirtschaftlichen Erwägungen keine genauen Informationen über die Gastanks erhalten. Im Jahr 1939 wurde die Megara auf die Anglo-Saxon Petroleum übertragen und unter britische Flagge gebracht. Das Schiff überlebte den Zweiten Weltkrieg und wurde 1953 an die Shell Company of Gibraltar verkauft, die es danach in Gibraltar als Depotschiff nutzte. Am 28. August 1958 traf die Megara schließlich zum Abbruch in Málaga ein.